# Alain Vincent
Alain Vincent, né en 1949, est un ancien joueur de basket-ball français, évoluant au poste d'ailier (1,96 m).

## Biographie
Formé dans la région roannaise (à Briennon par Mr Champommier),il joue ensuite aux Cheminots Roannais avant de rejoindre comme son coéquipier, Alain Gilles,la Chorale de Roanne Basket avant de faire les beaux jours de l'ASVEL.
En parallèle à sa carrière sportive, il travaille dans le secteur informatique, tout d'abord à SGS Roanne puis à Lyon GFI Informatique, puis à partir de 1986 à Cap Gemini comme Directeur Commercial, jusqu'à sa retraite en 2009.

## Carrière

### Clubs
- 1969-1976 :  Chorale Roanne Basket (Nationale 1)
- 1976-1983 :  ASVEL Villeurbanne (Nationale 1)

### Équipe nationale
Alain Vincent a été international français A.

## Palmarès
- Champion de France en 1977 et 1981 avec l'ASVEL
- Finaliste de la Coupe des Coupes en 1983 avec l'ASVEL
- Finaliste du championnat de France en 1978 avec l'ASVEL